# Uropachylus ypiranga
Uropachylus ypiranga is een hooiwagen uit de familie Gonyleptidae.